# Alkoholszonda

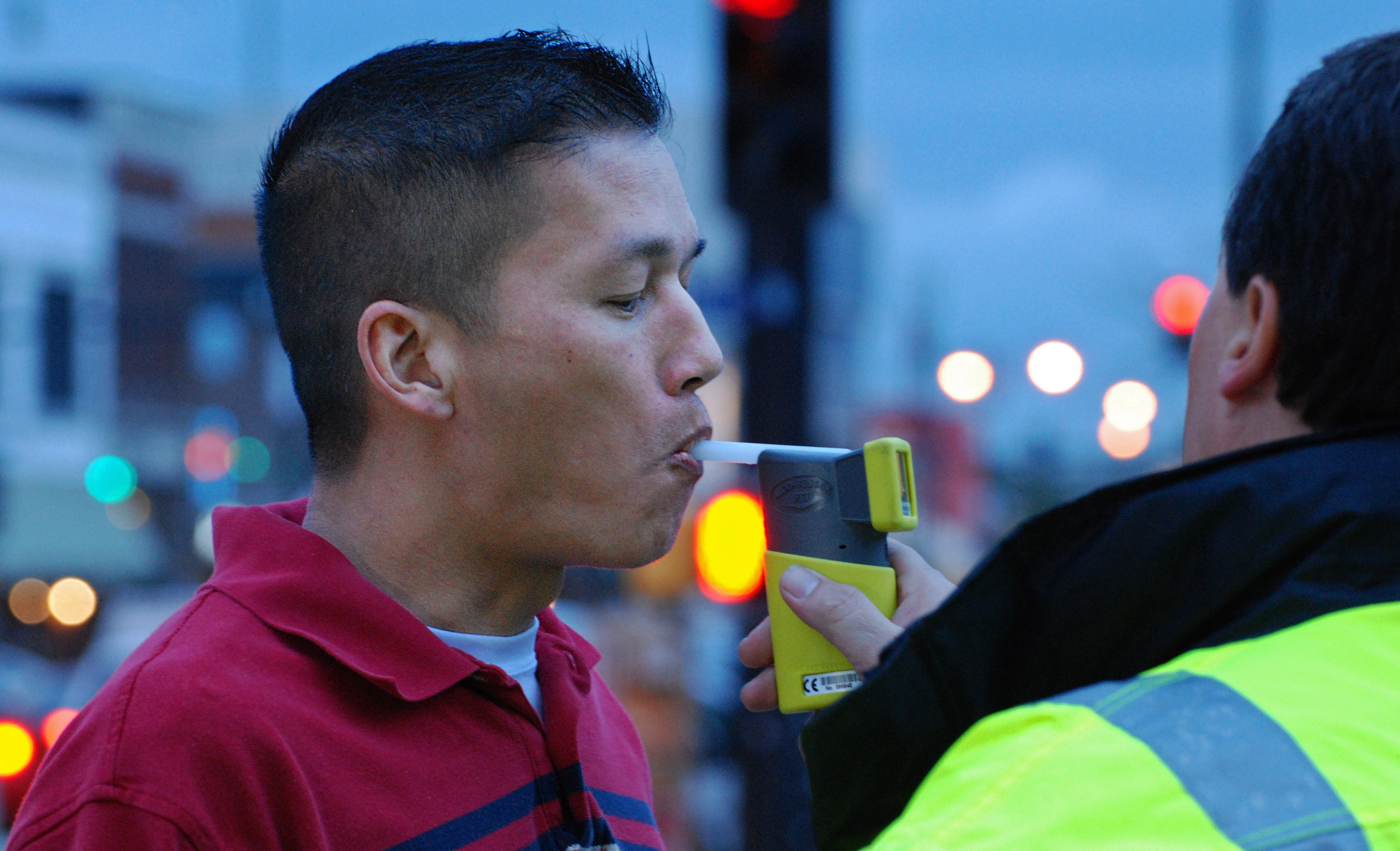
Félvezető-érzékelős alkoholszonda használata

Az alkoholszonda olyan készülék, amelynek feladata  a vizsgált személy (gépjárművezető, munkavállaló stb.) vére alkoholtartalmának meghatározása. Ez a kilélegzett levegő alkoholtartalmának mérésével történik, tehát közvetett úton határozzák meg a vér alkoholtartalmát.

## Története
1927-ben Emil Bogen (futball labda belsőkben gyűjtött levegőt, alkohol nyomai után kutatva) felfedezte, hogy 2 liter levegő alkoholtartalma valamennyivel több, mint 1 köbcenti vizeleté. A kilégzés alkoholtesztként való felhasználásának lehetőségei, illetve az erre irányuló kutatások egészen 1874-ig nyúlnak vissza, amikor is Francis E. Anstie megfigyelést tett kis mennyiségű alkohol kiválasztódására kilégzésnél.
Ugyancsak 1927-ben egy chicagoi vegyész, William Duncan McNally, feltalált egy "alkoholszondát", mely esetében a kilélegzett levegő kémiai anyagokon áthaladva vízben megváltoztatta színét. A módszer egyik felhasználási területe a háziasszonyokat érintette, akik férjeik józanságát tesztelték vele.
Egy 1927 végi ügy esetében, az angliai Marlborough-ban egy rendőr sebész, Dr. Gorsky, felkért egy gyanúsítottat egy futball labda belső felfújására. Mivel a férfi 2 liternyi lélegzete 1.5 ml etanolt tartalmazott, Dr. Gorsky a bíróság előtt úgy tanúskodott, hogy a vádlott "50%-ban volt ittas".
Az első praktikus utcai lélegzet tesztelő eszköz az 1931-ben az Indianai Orvostudományi Egyetem oktatója, Rolla Neil Harger által kifejlesztett úgynevezett "részegségmérő" (eredeti nyelven "drunkometer") volt. Az eszköz a sofőr lélegzetét közvetlenül a gépben lévő ballonba gyűjtötte. A levegőmintát ezután egy savasított kálium-permanganát oldaton keresztül pumpálta át. Ha a minta tartalmazott alkoholt, az oldat színe megváltozott. Minél nagyobb mértékben változott az oldat színe, annál több alkohol volt jelen a mintában. A "részegségmérőt" a red bank-i Stephenson Corporation (New Jersey) gyártotta és értékesítette.
1954-ben Robert Frank Borkenstein (1912-2002) az Indianai Állami Rendőrség kapitánya, majd később az Indianai Egyetem professzora volt. Az ő alkoholszondája kémiai oxidációt és fénymérést használt az alkohol koncentráció meghatározásához. Az ezt követő alkoholszondák főként az infravörös spektroszkópiát használták, habár ez az eljárás hajlamos hibás eredményeket mutatni a levegő hőmérsékletétől, az eszköz hőmérsékletétől, az alany test-hőmérsékletétől függően, illetve, hogy a kapott értékek hogyan viszonyulnak a személy vérvétel alapján megállapított véralkohol szintjéhez.
1967-ben Angliában Bill Ducie és Tom Parry Jones kifejlesztette és piacra dobta az első elektronikus alkoholszondát. Megalapították a Lion Laboratories-t Cardiffban. Ducie diplomás villamosmérnök volt, Tom Parry Jones pedig adjunktus a  Walesi Egyetemen. 1967-ben a Közúti Közlekedésbiztonsági Törvény bevezette a sofőrök számára az első jogilag értelmezett maximum véralkoholszint fogalmát az Egyesült Királyságban, az ittas vezetés bűncselekménnyé vált és bemutatták az utcai alkoholszondát, amit országszerte elérhetővé tettek a rendőri erők számára. 1979-ben jóváhagyták rendőri felhasználásra is a Lion Laboratories-féle alkoholszondát (eredeti nevén "Alcolyser"), mely kristállyal töltött csöveket tartalmaz és egy bizonyos alkoholszint fölött megváltoztatja színét. A Lion Laboratories 1980-ban termékével megnyerte a brit "Queen's Award for Technological Achievement"  (legjobb technológiai újításért járó) díjat és kiléptek a világpiacra. Az "Alcolysert" 1983-ban kiszorította a "Lion Intoximeter 3000" nevű készülék, majd pedig a "Lion Alcolmeter" és a "Lion Intoxilyser". Ezek a későbbi modellek kristályok helyett üzemanyagcellás alkohol szenzort használtak, melyek megbízhatóbb utcai teszteket biztosítottak és háttérbe szorították az addig rendőrőrsökön szükséges vér- és vizeletvizsgálatot. 1991-ben a Lion Laboratories-t felvásárolta az amerikai MPD Inc cég.

## Fajtái

### A kémiai elven alapuló alkoholszondák
Ezt a mérési eljárást 1953 óta alkalmazzák. Az alkoholszonda voltaképpen kis üvegcső, amelybe a vizsgált személy belefúj. A cső 50%-os kénsavban oldott, híg káliumkromátot tartalmaz. Az üvegcsőben található vegyi anyag az alkoholgőz hatására elszíneződik: a keverékben található sárga káliumkromát az alkoholgőz hatására zöld króm(III)-á alakul. Minél töményebb az alkoholgőz, annál hosszabb lesz az elzöldült rész a szondában. Ez a szonda csak egyszer használható. A kémiai alkoholszondás mérés számos hibalehetőséget hordoz. A kémiai alkoholszondát ma már csak szűrővizsgálatra használják, mivel elszíneződése nem bizonyítja hitelt érdemlően az alkoholfogyasztást. A negatív eredmény ugyanakkor kizárja az alkoholos befolyásoltság fennállását.

### Félvezető-érzékelős alkoholszondák
A 21. század elején a félvezető-érzékelős elektronikus szondák  (félvezető-érzékelők) a legszélesebb körben elterjedt szondák. Ezek a fémoxid rétegek gázérzékenységét hasznosítják. Mivel ez csak magas hőfokon számottevő, ezért a félvezető érzékelőkben a hordozóra felvitt fémoxid vékonyréteget kb. 300 °C hőmérsékletre hevítik.

## Kalibrálás
Az alkoholszondákat a mérési pontosságuk megőrzése érdekében időszakosan kalibrálni kell. Az alkoholszondák többsége nem jelzi, hogy mikor szorulnak karbantartásra, ezt a használónak kell figyelemmel kísérnie. A gyártók rendeltetésszerű használat esetén félévente ajánlják a kalibrációt. Amennyiben a műszernek nagy a leterheltsége, illetve túl magas alkoholszintet mérnek a készülékkel, akkor előfordulhat, hogy a vártnál hamarabb beállításra szorul. Az alkoholszonda kalibráció nélkül is használható, de a pontossága nem garantálható. Akár azonos körülmények között megismételt mérések esetén is eltérő eredményt mutathat.
Magyarországon nincs erre a célra fenntartott szervezet, a kalibrációt a szondákat forgalmazó kereskedőknél lehet szolgáltatás formájában igényelni.